# Клюно-мишничен мускул
Клюно-мишничният мускул (Musculus coracobrachialis), както подсказва и името му, е мускул който се залавя за клиновидния израстък на лопатката (Processus coracoideus) и преминава от там до залавното си място за костна грапавина по медиалната повърхност в горната трета на мишничната кост. Тънкото мускулно коремче се намира зад късата глава на бицепса и е видима през кожата при вдигната ръка.
Мускулът е важен за топографията на Nervus radialis, от който той се инервира, защото най-често този нерв минава през самия мускул.
Към функциите му спадат слабото сгъване и привеждане в раменната става както и фиксирането на главата на раменната кост.